# Noble Chemin octuple
 (mars 2020).

Dharmacakra ou roue du dharma, avec ses huit rayons représentant les huit membres du Noble Chemin octuple.

Le Noble Chemin octuple ou Noble Sentier octuple (sanskrit IAST aṣṭāṅgamārga; pāli aṭṭhāṅgika magga) est, dans le bouddhisme, la voie qui mène à la cessation de dukkha (insatisfaction, souffrance) ainsi qu'à la délivrance totale (nirvāṇa). Il est également appelé « Chemin du milieu », car il évite les deux extrêmes que sont d'une part la poursuite du bonheur dans la dépendance du plaisir des sens et d'autre part la poursuite de la libération dans la pratique de l'ascétisme outrancier et de la mortification.
Le Bouddha Shakyamuni  ayant fait l'expérience de ces deux extrêmes, découvrit ainsi le Noble Chemin « qui donne vision et connaissance, qui conduit au calme, à la vision profonde, au nirvāṇa ». Il énonce le Noble Chemin octuple lors de son premier sermon à Sârnâth, dont il constitue la quatrième vérité.

## Les quatre nobles vérités
Le cœur de l'enseignement du Bouddha est contenu dans les Quatre nobles vérités exposées dans le premier sermon intitulé Mise en route de la roue de la loi (Dhammacakkappavattana Sutta) qu'il fit à Sarnath, près de Bénarès, devant les cinq bikkhus (moines) qui avaient été ses compagnons durant la période d'exercices ascétiques que le Bouddha avait pratiqués.
Là, le Bouddha, tel un médecin connaissant les maux du monde et leurs remèdes, énonce ces vérités, qu'il explicite dans des enseignements entre autres rassemblés dans le Samyutta Nikāya, notamment dans les sections «Khandha vagga»: le Satta sūtra (SN 23.2), le Cakkhu sūtra (SN 27.1); «Maha vagga»: l'Adittapariyaya sūtra (SN 45.8), le Chiggala sūtra (SN 56.48), pour ne mentionner que quelques exemples, le recueil du Samyutta Nikāya comprenant presque 8000 textes, discours ou sūtra,.
Ces Quatre Nobles Vérités sont:
1. Dukkha : la nature de la vie, la souffrance, les chagrins et les joies (parce qu'elles ne durent pas) ; son imperfection, son impermanence et son insubstantialité. Il faut comprendre cela comme un fait, clairement et complètement.
2. Samudaya (en), l'origine de dukkha : le désir, la soif de vivre (taṇhā), accompagnés de toutes les passions, souillures et impuretés. La simple compréhension de ce fait n'est pas suffisante ; il faut écarter ce désir, l'éliminer, le déraciner.
3. Nirodha, la cessation de dukkha : compréhension de la possibilité d'atteindre le nibbana, la vérité absolue, la réalité ultime.
4. Magga, l'Octuple Noble Sentier conduisant au nibbana : la simple connaissance de ce Sentier ne suffit pas. Il faut le suivre et le pratiquer avec constance.

## Le noble sentier octuple

### Huit membres
Quatrième des Quatre nobles vérités, le chemin comporte huit membres (anga en sanskrit), que l'on trouve également regroupés en trois parties : éthique, méditation et sagesse.
Ces membres sont — selon l'ordre présenté par le Bouddha dans les suttas :
1. la vue (ou compréhension) juste;
2. la pensée juste;
3. la parole juste;
4. l'action juste;
5. les moyens d'existence justes;
6. l'effort juste ;
7. l'attention juste (sati);
8. la concentration juste (samadhi —les quatre jhana)[6].

La première étape du chemin est la sagesse (prajñā) ; elle consiste en une vision directe de la réalité, et en particulier des trois caractéristiques de l'existence : absence de soi, impermanence et souffrance.

de D à G: vue juste (right view) / pensée juste / parole juste / action juste / moyens d'existence justes / effort juste / attention juste / concentration juste

Ces huit membres sont suivis à la fois séquentiellement et simultanément par les pratiquants du bouddhisme. Les trois parties forment le « chemin triple », autre dénomination de la voie bouddhique (ces diverses dénominations sont notamment là pour aider à ne pas voir les choses de façon trop rigide ou structurée, mais pour donner divers éclairages sur une pratique qui se doit essentiellement d'être une pratique « intégrée »). Si ces huit éléments suivent un ordre de progression —chaque élément découlant du précédent — il ne faut pas pour autant les considérer comme une progression linéaire, allant du premier au dernier élément. Ainsi l'effort juste et l'attention juste, ensemble avec la compréhension juste, soutiennent le développement de tous les éléments qui, à leur tour, se soutiennent mutuellement pour permettre d'approfondir la pratique du Noble chemin.
Ce chemin et ses étapes sont représentés sous la forme d'une roue, la roue du dharma, qui, avec ses huit rayons, symbolise l'enseignement sur la réalité ultime, ainsi que la voie à huit branches qui mène à la compréhension de celle-ci et à la libération.

### Trois sections
La division des huit membres en trois groupes est la suivante: 
- A Śīla / ou Sīla) — moralité, discipline, éthique. Ce sont les éléments 3 à 5 du Chemin octuple : 
  - 3) samyag-vāc / sammā-vācā : parole juste (ne pas mentir, ne pas semer la discorde ou la désunion, ne pas tenir un langage grossier, ne pas bavarder oisivement) ;
  - 4) samyak-karmānta / sammā-kammanta : action juste (respectant les Cinq Préceptes) ;
  - 5) samyag-ājīva / sammā-ājīva : moyens d'existence justes ou profession juste.
- B Samādhi — effort, attention, concentration. Éléments 6 à 8 du Chemin : 
  - 6) samyag-vyāyāma / sammā-vāyāma : effort ou persévérance juste (de vaincre ce qui est défavorable et d'entreprendre ce qui est favorable) ;
  - 7) samyak-smṛti / sammā-sati : attention juste, pleine conscience ou prise de conscience juste (des choses, de soi - de son corps, de ses émotions, de ses pensées -, des autres, de la réalité) ;
  - 8) samyak-samādhi / sammā-samādhi : concentration, établissement de l'être dans l'éveil (vipassana).
- C « Prajñā; ou paññā » — vue, pensée, la « grande sagesse ». Éléments 1 et 2 du Chemin :
  - 1) samyag-dṛṣṭi / sammā-diṭṭhi : vision juste ou compréhension juste (de la réalité, des quatre nobles vérités) ;
  - 2) samyak-saṃkalpa; sammā-sankappa » : pensée juste ou discernement juste (dénué d'avidité, de haine et d'ignorance). Dans le Mahāsatipatthāna Sutta, cela est indiqué comme les pensées libres de passions sensuelles, les pensées libres de l'aversion et les pensées libres de violence.

Le terme sammā qui qualifie chaque étape du chemin est le plus souvent traduit par « juste » ou « correct »; on trouve également le qualificatif « parfait », certains auteurs[Lesquels ?] jugeant l'adjectif « juste » trop restrictif.

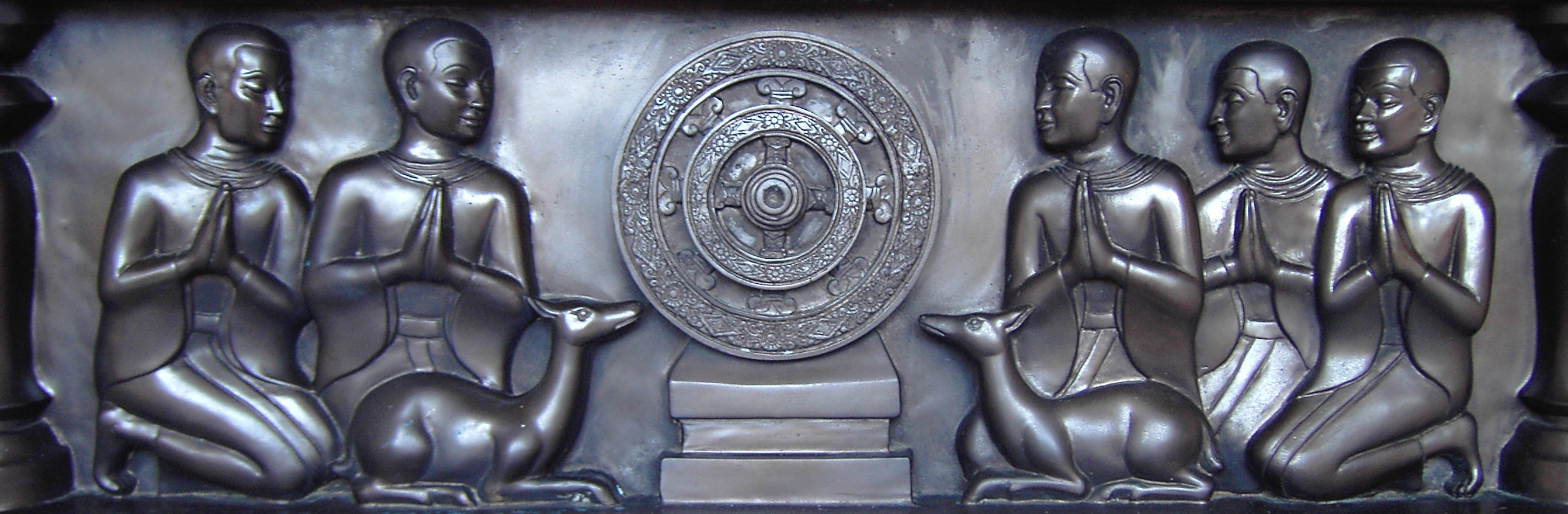
Les cinq premiers disciples du Bouddha dans le parc aux cerfs de Sarnath, vénérant la roue de l'octuple sentier.